# Mesaieed (ciudad)
Mesaieed (en árabe: مسيعيد‎) es una ciudad de Catar, capital del extinto distrito de Mesaieed.

## Demografía
Según estimaciones de 2010 contaba con 12420 habitantes.